# Arnold Friedman
Arnold Friedman (geboren 23. Februar 1879 in New York City; gestorben Februar 1946 in Corona (New York)) war ein US-amerikanischer Maler.

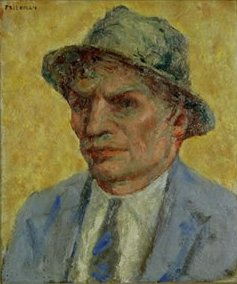
Selbstporträt

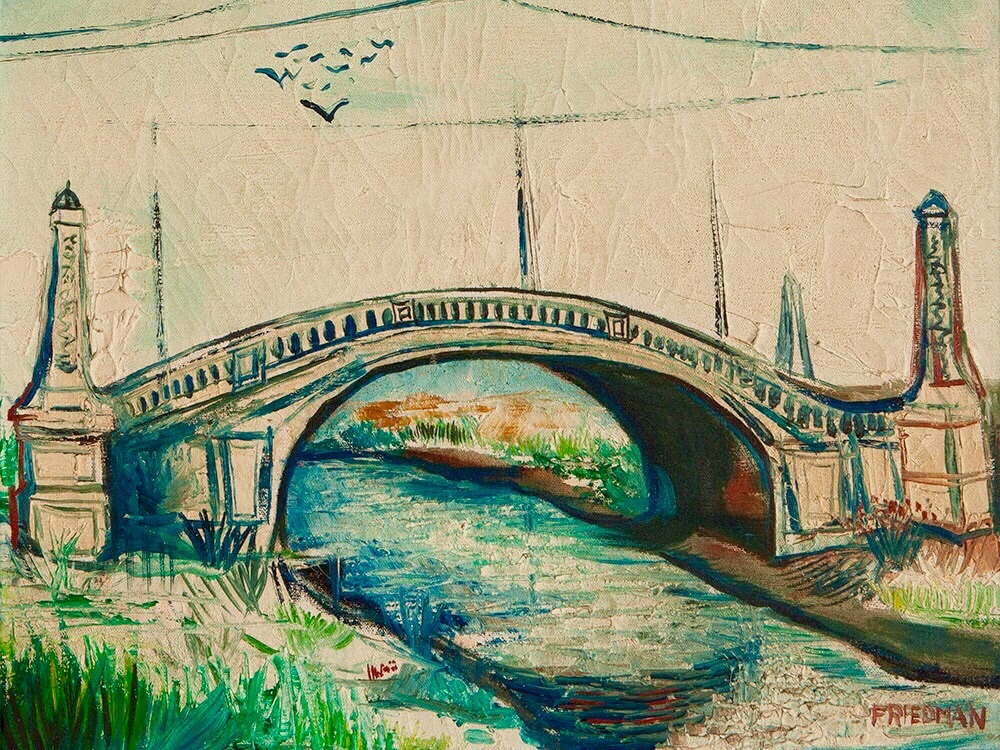
The Viaduct (1919)

## Leben
Arnold Friedman arbeitete ab dem 17. Lebensjahr vierzig Jahre lang bei der Post und betrieb die Malerei nebenher. Er studierte an der Art Students League of New York bei Robert Henri und Kenneth Hayes Miller. 1908 organisierte er mit Glenn Coleman (1887–1932) und Julius Golz (1878–1965) die „Original Independent Show“. 1909 hielt er sich für ein halbes Jahr in Paris auf und studierte die neue Kunstströmung des Kubismus. 
Friedman wurde 1932 für den Kunstwettbewerb der Olympischen Sommerspiele in Los Angeles nominiert. Im Februar 1936 nahm er am „1. Kongress amerikanischer Künstler gegen Krieg und Faschismus“ in New York teil. 
Während der Großen Depression erhielt er Aufträge vom Federal Art Project und malte 1940 das Mural Rice Growing am Postgebäude in Kingstree, South Carolina.
Friedmans Malerei blieb zeit seines Lebens weitgehend unbekannt.